# Ligne de Szerencs à Hidasnémeti
La ligne de Szerencs à Hidasnémeti ou ligne 98 est une ligne de chemin de fer de Hongrie. Elle relie Szerencs à Hidasnémeti.